# Верхні Ремети

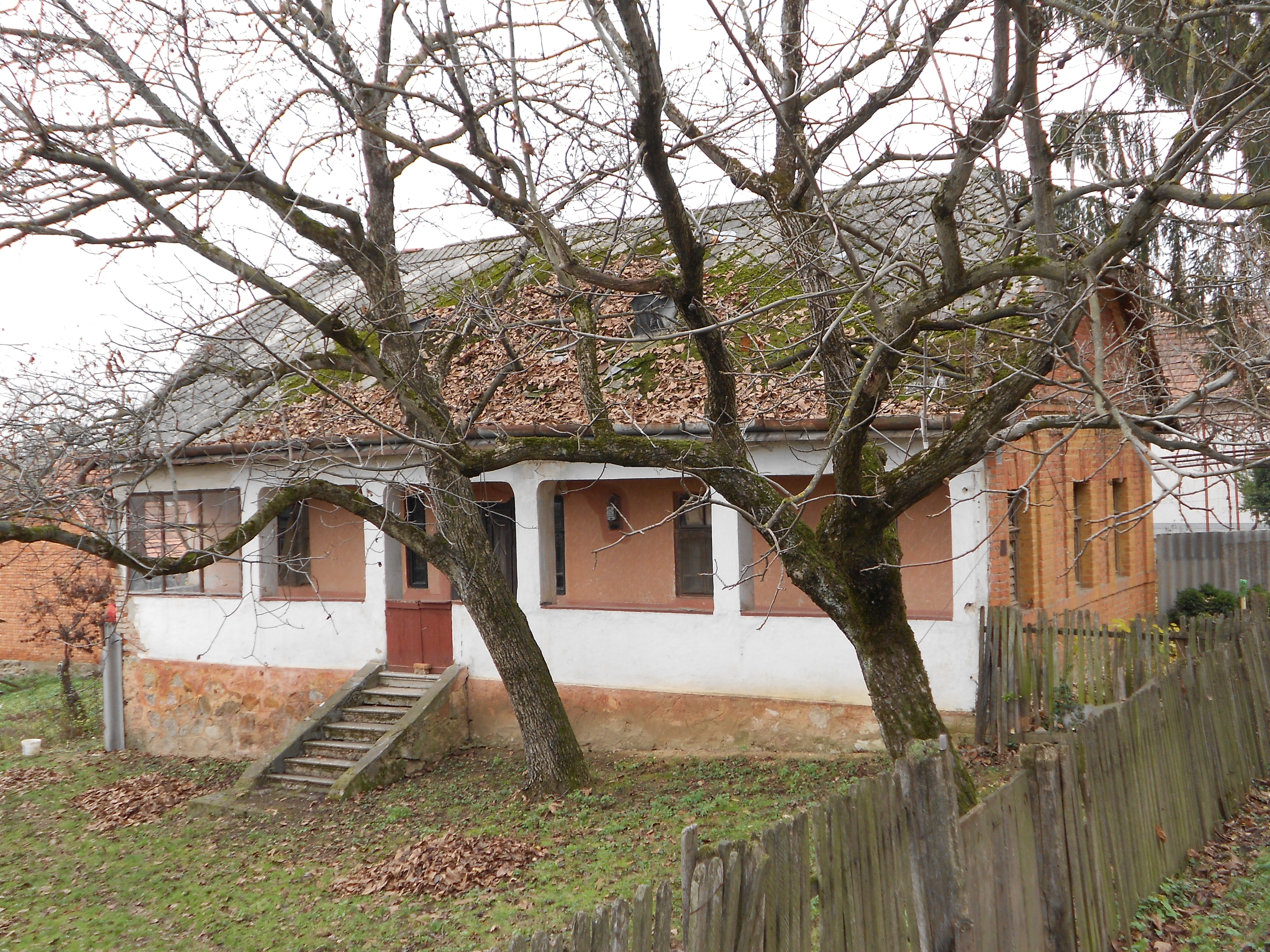
Типовий будинок у Верхніх Реметах

Верхні Ремети (угор. Felsőremete) — село в Великоберезькій громаді Берегівського району Закарпатської області України.

## Географія
Село розташована на північний схід від м. Берегове на правому березі річки Боржава, між селами Нижні Ремети та Хмільник.

## Герб
В червоному щиті срібна риба в стовп.

## Історія
На підвищення біля села — дев'ять курганів невідомого часу. На території села виявлено поселення і могильник доби заліза (VI—III століть до нашої ери).
На місці нинішнього села було поселення Грабки. Під час татарської навали Грабки були вщент зруйновані; тільки в XIV—XV століттях на цьому місці виникло нове поселення.
Відомо, що назва походить від угорського слова «remete», що означає віддалений, усамітнений. Виникнення села угорські історики пов'язують із виникненням монастиря. А самі селяни,стверджують що колись в їхньому селі переховувався скинутий з трону угорський король.Село розкинулося недалеко від центру колишнього королівського лісу, близько до якого королева Єлизавета в 1329 році монастирю Св. Павла дала привілеї користуватися млином.В селі їх було декілька.
Верхні Ремети остаточно було засновано сім'єю Шенборнів, які наприкінці  XVIII ст. заснували тут маєток (угорськ. — майор) та встановили млин на річці Боржава.  Наприкінці ХІХ ст. населення нового села вже дорівнювало населенню Нижніх Реміт, втім, згодом поступилось ним.

## Населення
Згідно з переписом УРСР 1989 року чисельність наявного населення села становила 574 особи, з яких 281 чоловік та 293 жінки.
За переписом населення України 2001 року в селі мешкало 478 осіб.

### Мова
Розподіл населення за рідною мовою за даними перепису 2001 року:
| Мова       | Відсоток |
| ---------- | -------- |
| українська | 97,96 %  |
| російська  | 1,02 %   |
| угорська   | 1,02 %   |

## Ахітектура
В селі є цікава дерев'яна дзвіниця із дзвоном, збудована окремо від церкви, орієнтовно — на початку ХХ ст. За свідченнями місцевих мешканців, у минулому, за відсутності церкви в селі, ця споруда використовувалась мешканцями в релігійних святах.
Як у Нижніх, так і у Верхніх Реметах збереглося багато будинків, збудованих в традиційному угорському стилі, віком понад сто років.

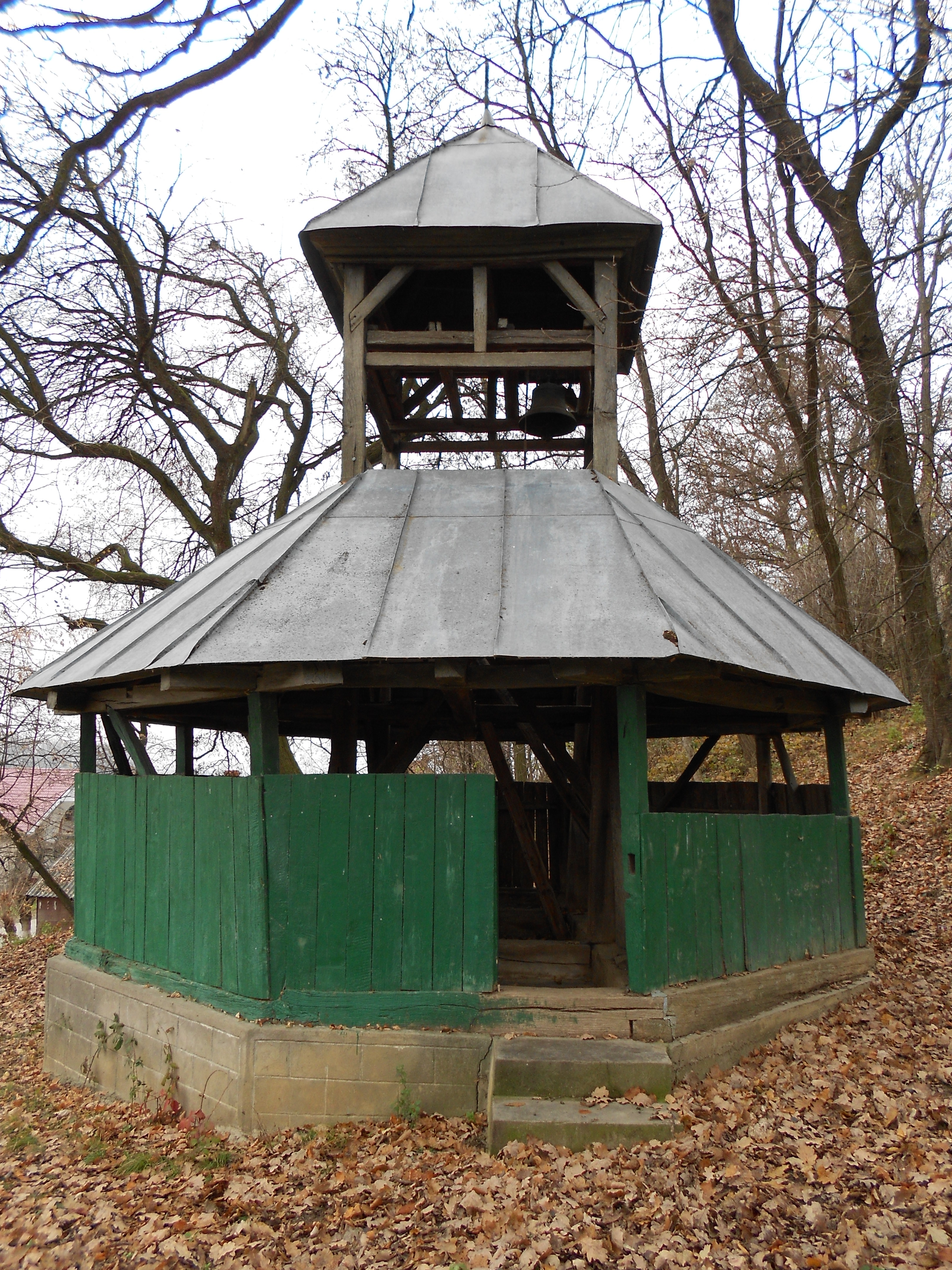
Дзвіниця у Верхніх Реметах

В селі діє збудована декілька років тому греко-католицька церква. До будівництва якої доклала чималої ідейної та, в тому числі, фінансової підтримки Боднар (Баєр) Ельза Іванівна.Парафія св.Василія Великого в с.Верхні Ремети
У 1756 році поблизу руїн монастиря у селі споруджено храм, який стоїть тут ще й до сьогодні. Кошти для ремонту церкви часто висилали заробітчани з Сполучених Штатів Америки.

## Соціальна сфера
У селі знаходиться база відпочинку «Лісова Дача» ПрАТ «Закарпаттяобленерго» та дитячий табір «Energy».

## Туристичні місця
- місце старого монастиря
- маєток графа Шенборна
- храм 1756 року
- база відпочинку «Лісова Дача»
- дев'ять курганів невідомого часу
- поселення і могильник доби заліза (VI—III століть до нашої ери).

## Уродженці
- Троян Михайло Васильович (1923—1987) — український радянський історик; дослідник історії Угорщини та Закарпаття.